# جبل اولیا
جبل اولیا یک منطقهٔ مسکونی و فرودگاه در سودان است که در خارطوم واقع شده‌است.